# Uganda vid världsmästerskapen i simsport 2024
Uganda tävlade vid världsmästerskapen i simsport 2024 i Doha i Qatar mellan den 2 och 18 februari 2024. Uganda hade en trupp på sex idrottare, varav tre kvinnor och tre män.

## Tävlande per sport
Följande är en lista över antalet tävlande per sport.
| Sport                | Herrar | Damer | Totalt |
| -------------------- | ------ | ----- | ------ |
| Simning              | 2      | 2     | 4      |
| Öppet vatten-simning | 1      | 1     | 2      |
| Totalt               | 3      | 3     | 6      |

## Simning
Herrar
| Idrottare       | Gren            | Heat  | Heat      | Semifinal        | Semifinal        | Final            | Final            |
| Idrottare       | Gren            | Tid   | Placering | Tid              | Placering        | Tid              | Placering        |
| --------------- | --------------- | ----- | --------- | ---------------- | ---------------- | ---------------- | ---------------- |
| Tendo Mukalazi  | 50 m frisim     | 23,63 | 53        | Gick inte vidare | Gick inte vidare | Gick inte vidare | Gick inte vidare |
| Tendo Mukalazi  | 100 m frisim    | 52,63 | 72        | Gick inte vidare | Gick inte vidare | Gick inte vidare | Gick inte vidare |
| Jesse Ssengonzi | 50 m fjärilsim  | 24,41 | 38        | Gick inte vidare | Gick inte vidare | Gick inte vidare | Gick inte vidare |
| Jesse Ssengonzi | 100 m fjärilsim | 54,48 | 39        | Gick inte vidare | Gick inte vidare | Gick inte vidare | Gick inte vidare |

Damer
| Idrottare       | Gren           | Heat  | Heat      | Semifinal        | Semifinal        | Final            | Final            |
| Idrottare       | Gren           | Tid   | Placering | Tid              | Placering        | Tid              | Placering        |
| --------------- | -------------- | ----- | --------- | ---------------- | ---------------- | ---------------- | ---------------- |
| Gloria Muzito   | 50 m frisim    | 26,01 | 37        | Gick inte vidare | Gick inte vidare | Gick inte vidare | Gick inte vidare |
| Gloria Muzito   | 100 m frisim   | 56,55 | 27        | Gick inte vidare | Gick inte vidare | Gick inte vidare | Gick inte vidare |
| Kirabo Namutebi | 50 m bröstsim  | 33,71 | 34        | Gick inte vidare | Gick inte vidare | Gick inte vidare | Gick inte vidare |
| Kirabo Namutebi | 50 m fjärilsim | 29,62 | 42        | Gick inte vidare | Gick inte vidare | Gick inte vidare | Gick inte vidare |

Mixat
| Idrottare                                                    | Gren           | Heat    | Heat      | Final            | Final            |
| Idrottare                                                    | Gren           | Tid     | Placering | Tid              | Placering        |
| ------------------------------------------------------------ | -------------- | ------- | --------- | ---------------- | ---------------- |
| Jesse Ssengonzi Tendo Mukalazi Kirabo Namutebi Gloria Muzito | 4×100 m frisim | 3.40,35 | 11        | Gick inte vidare | Gick inte vidare |
| Kirabo Namutebi Tendo Mukalazi Jesse Ssengonzi Gloria Muzito | 4×100 m medley | 4.09,94 | 26        | Gick inte vidare | Gick inte vidare |

## Öppet vatten-simning
Herrar
| Idrottare       | Gren | Tid                 | Placering           |
| --------------- | ---- | ------------------- | ------------------- |
| Atuhaire Ambala | 5 km | Utanför tidsgränsen | Utanför tidsgränsen |

Damer
| Idrottare      | Gren | Tid                 | Placering           |
| -------------- | ---- | ------------------- | ------------------- |
| Swagiah Mubiru | 5 km | Utanför tidsgränsen | Utanför tidsgränsen |